# Колобовка (Костромская область)
Колобовка — деревня в составе Зебляковского сельского поселения Шарьинского района Костромской области России.
До 1 марта 2021 года относилась к упразднённому Заболотскому сельскому поселению.

## География
Расположена у речки Поповки.

## История
Согласно Спискам населённых мест Российской империи в 1872 году деревня относилась ко 2 стану Ветлужского уезда Костромской губернии. В ней числилось 6 двора, проживало 30 мужчин и 40 женщин.
Согласно переписи населения 1897 года в деревне проживало 104 человека (42 мужчины и 62 женщины).
Согласно Списку населённых мест Костромской губернии в 1907 году деревня относилась к Гагаринской волости Ветлужского уезда Костромской губернии. По сведениям волостного правления за 1907 год в деревне числилось 22 крестьянских двора и 122 жителя. Основными занятиями жителей деревни были лаптевый и лесной промыслы.

## Население
| 2008 | 2010 | 2014 |
| ---- | ---- | ---- |
| 2    | ↘0   | ↗2   |